# Schloss Neuschloß
Das Schloss Neuschloß oder Friedrichsburg ist eine abgegangene Burg, später darauf erbautes Jagdschloss der Kurpfalz, entstanden in der zweiten Hälfte des 15. Jahrhunderts an der Kreuzung dreier wichtiger Straßen, und lag im heutigen Lampertheimer Stadtteil Neuschloß im Landkreis Bergstraße in Hessen. Das Schloss wurde später in großen Teilen zerstört, so dass heute nur noch ein Nebengebäude davon steht.

## Beschreibung

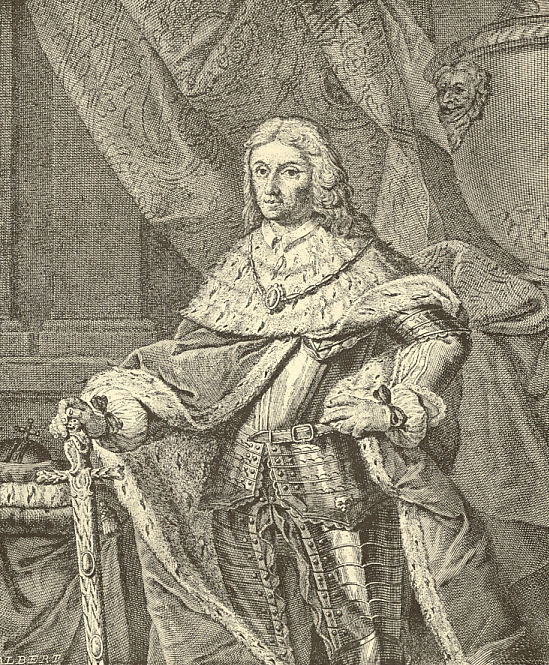
Kurfürst Friedrich der Siegreiche

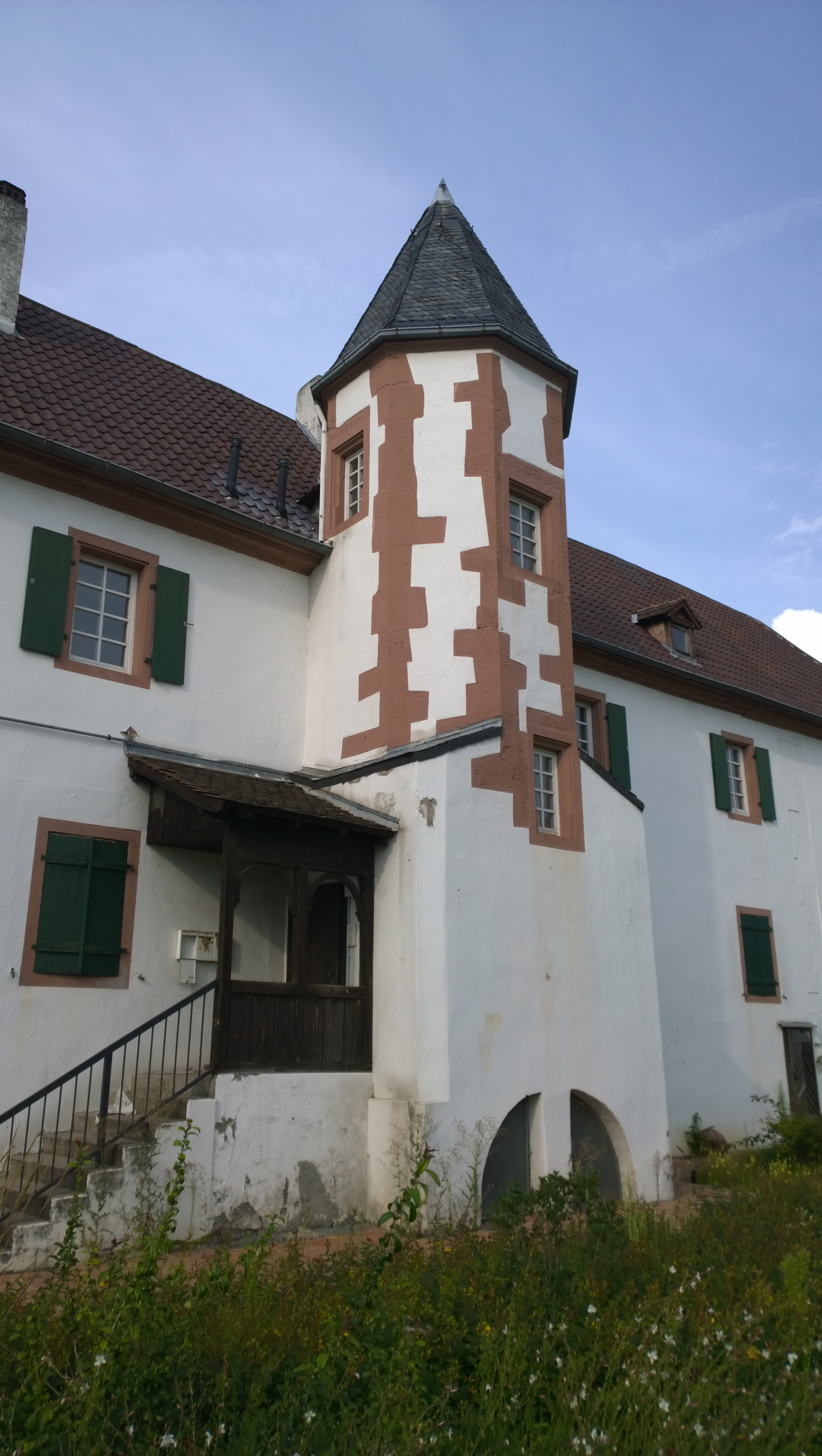
Der hexagonale Treppenturm am ehemaligen Beamtenbau des Schlosses

Erbaut wurde das Jagdschloss unter Pfalzgraf Friedrich den Siegreichen. Es wurde anfänglich Jagdschloss Friedrichsburg oder nur Friedrichsburg genannt, später nach ersten Zerstörungen und Neu-, Um- und Ausbau als „Neues Schloß“ bezeichnet.
Im Jahre 1468 wird das kurpfälzische „Jagdschloss Friedrichsburg“ – später „Neuschloß“ – erstmals urkundlich erwähnt. Erbaut wurde es von 1465 bis 1468.
1496 unterstützte der Kurpfälzische Kurfürst Phillip der Aufrichtige den Herzog Georg von Bayern-Landshut, der sein Testament auf Neuschloss aufsetzte und seine Tochter Elisabeth, die 1499 Phillips Sohn Ruprecht den Tugendhaften heiratete, zur Erbin bestimmte und damit dem Wittelsbacher Hausvertrag widersprach.
In den folgenden Auseinandersetzungen der Bayrischen Fehde wird Friedrichsburg 1504 durch die Landgrafschaft Hessen zerstört. Zwischen 1544 und 1556 wurde es neu aufgebaut und erweitert. Am 4. April 1553 wurde hier die Absage der Kurpfalz und Bayerns an König Ferdinand I. zur Teilnahme am Memminger oder Egerer Bund verfasst. Beide Länder schlossen sich stattdessen dem Heidelberger Bund an, einem Zusammenschluss von Fürsten infolge des Zweiten Markgrafenkrieges.
Während des Dreißigjährigen Krieges wurde neben dem Ort Lampertheim das Schloss am 10. Juni 1622 zum zweiten Mal und dann so stark zerstört, dass es nicht wieder aufgebaut wurde.
Ein Teilabbruch erfolgte bereits 1701. 1705 wurde das Territorium wieder uneingeschränkter Besitz des Bischofs von Worms und seit diesem Zeitpunkt vom Ort Lampertheim als Steinbruch benutzt. Das dazugehörende Ackerland wurde zunächst wie bisher an Beständer verpachtet. Bis um 1800 wurden die Schlossreste fast komplett abgebaut. 1803 fiel das Gebiet an die Landgrafschaft Hessen-Darmstadt.
Die Gemeinde Lampertheim kaufte das Schlossfeld im Jahre 1808 auf. Von 1829 bis 1927 nahm auf dem ehemaligen Schlossgelände die Chemische Fabrik Neuschloß ihre Produktion auf. Den 1927 erfolgten Abriss der Fabrikationsanlagen hat neben der ehemaligen Kantine und dem Direktionsgebäude nur der schon zum ehemaligen Schloss gehörige Wirtschafts- und Beamtenbau überdauert. Dieser, ein zweistöckiges Wohnhaus, hatte einen polygonalen Treppenturm auf quadratischem Unterbau. Es bildet heute den Rest jener im 15. Jahrhundert entstandenen prächtigen Anlage. Die Gemeinde Lampertheim hat das Gebäude schließlich übernommen und in der Nachkriegszeit Wohnungen darin eingerichtet. Auf dem alten Schlossgelände ist seit 1950 eine Siedlung entstanden, die in den folgenden Jahrzehnten in mehreren Bebauungsphasen erweitert wurde und heute ein Stadtteil Lampertheims mit über 1440 Einwohnern ist.

Schlossbilder 2014
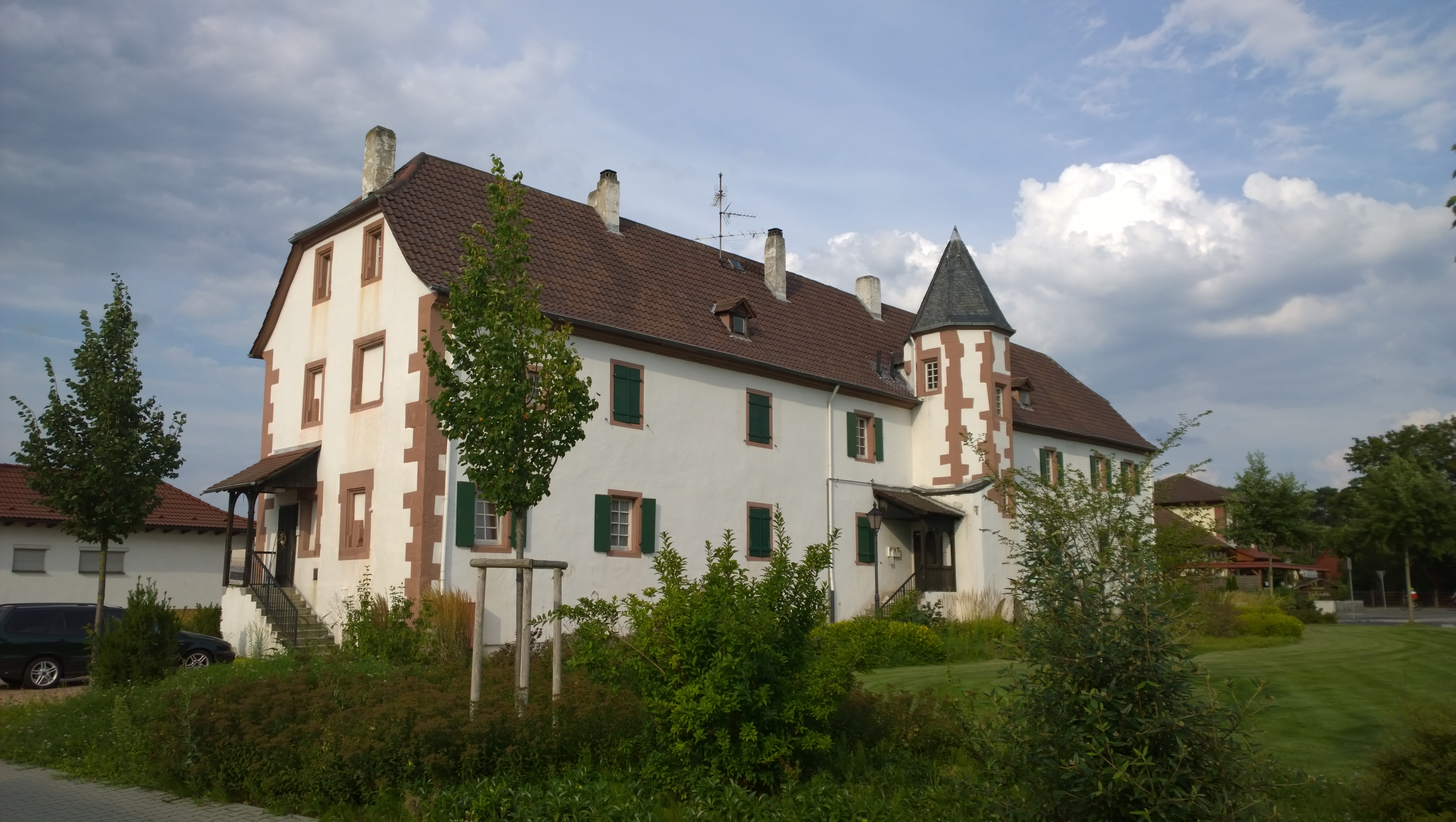
Der Schlossrest von Südwesten
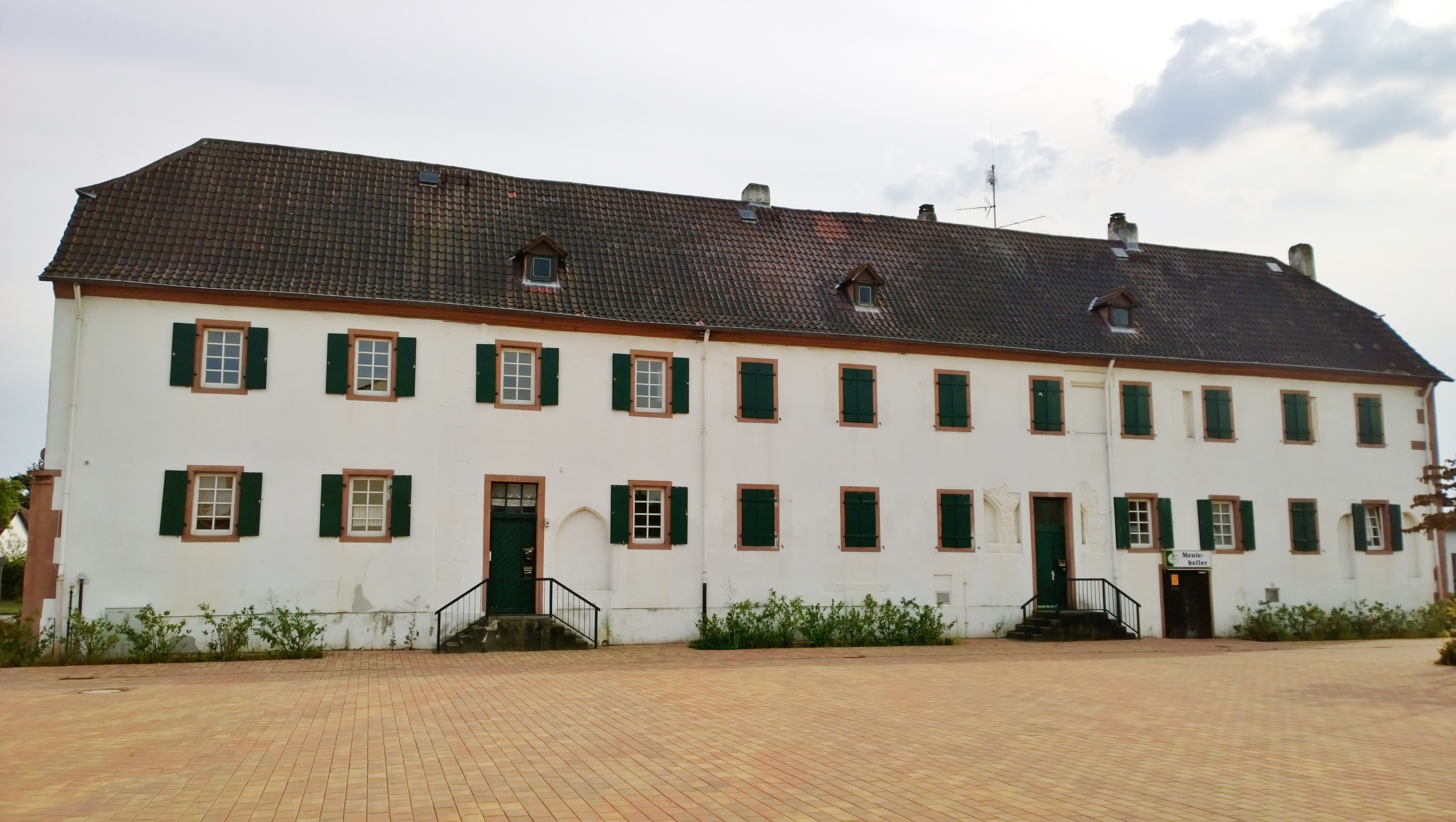
Die zur Hauptstraße gelegene Rückseite von Norden
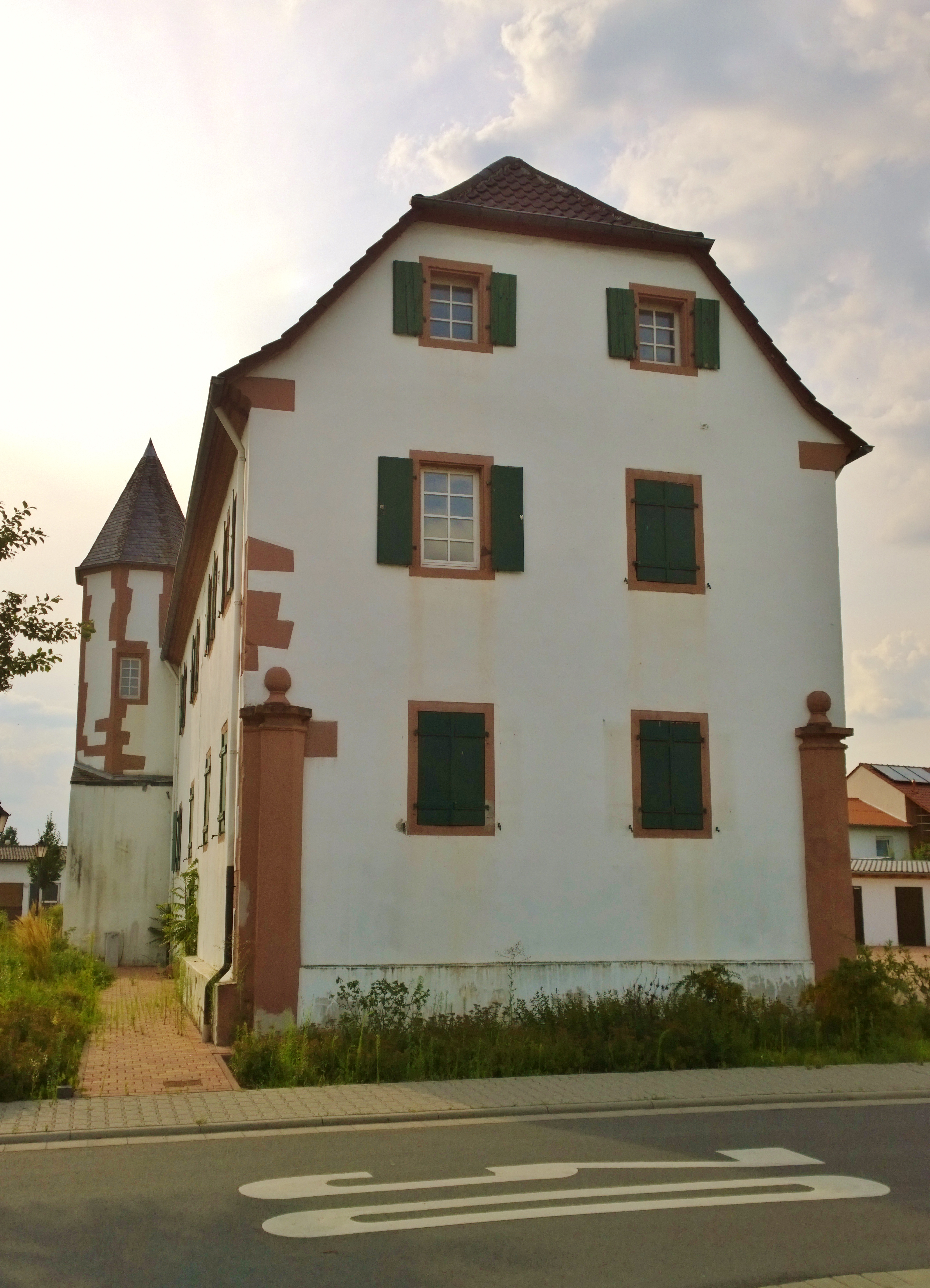
Giebelseite von Osten
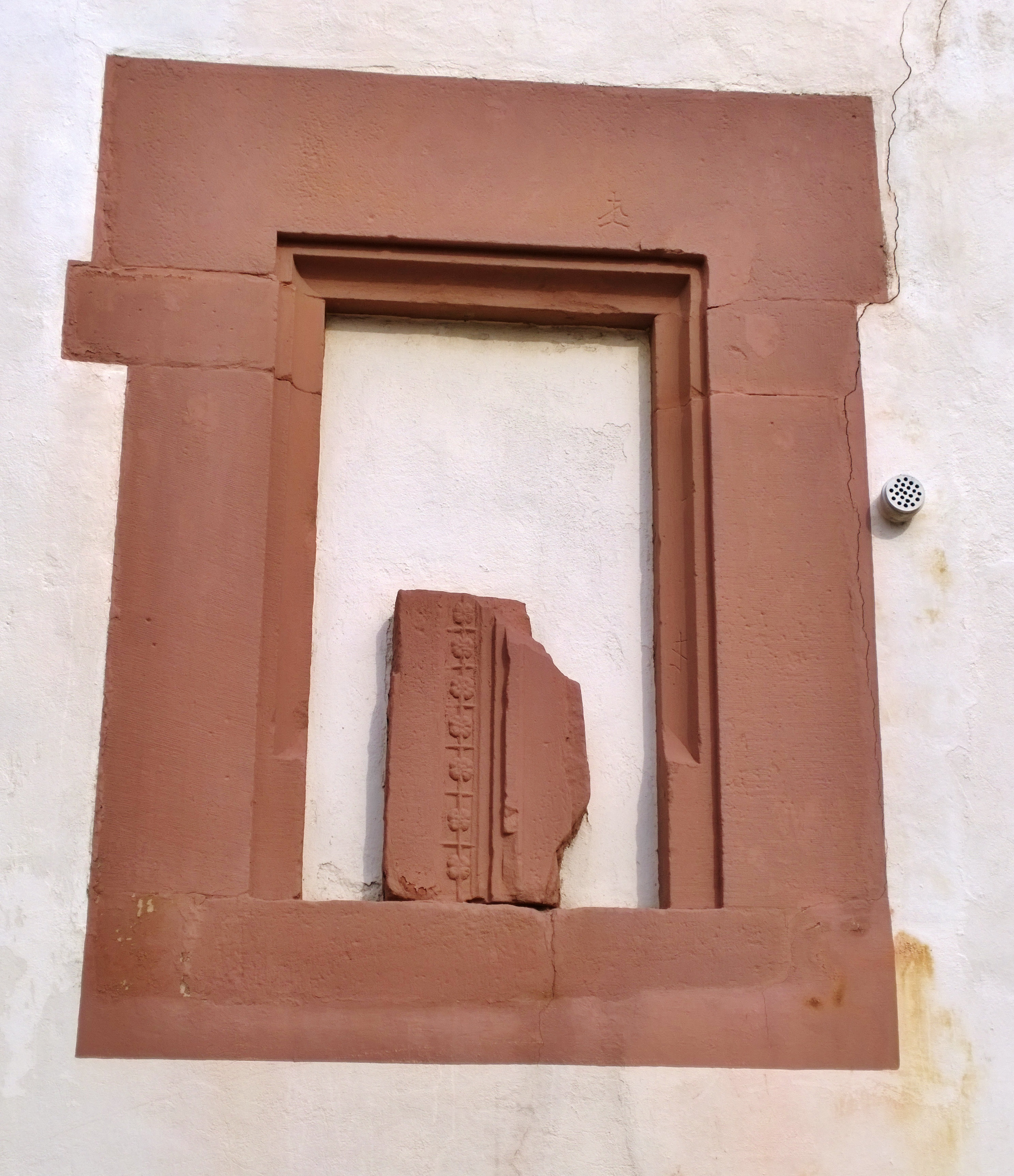
Vermauertes Sandsteinfenster mit Steinmetzzeichen und Spolie